# Sweet Fanny Adams
Sweet Fanny Adams is het eerste van twee albums van de Britse band The Sweet uit 1974.
Het oorspronkelijke album bevatte geen singles, hetgeen ongebruikelijk was in die tijd. Op de "geremasterde" versie uit 2005 zijn de singles, inclusief de B-kanten, alsnog terug te vinden.

## Nummers
1. "Set Me Free" - 3:57 (Andy Scott)
2. "Heartbreak Today" - 5:02 (Scott/Tucker/Connolly/Priest)
3. "No You Don't" - 4:33 (Chinn/Chapman)
4. "Rebel Rouser" - 3:25 (Scott/Tucker/Connolly/Priest)
5. "Peppermint Twist" - 3:28 (Joey Dee/Henry Glover)
6. "Sweet F.A." - 6:14 (Scott/Tucker/Connolly/Priest)
7. "Restless" - 4:28 (Scott/Tucker/Connolly/Priest)
8. "Into The Night" - 4:24 (Andy Scott)
9. "AC/DC" - 3:27 (Chinn/Chapman)

Bonusnummers op de geremasterde uitgave van 2005:
1. "Blockbuster" - 3:13 (A-kant single)
2. "Need a Lot of Lovin'" - 3:02 (B-kant single)
3. "Hell Raiser" - 3:19 (A-kant single)
4. "Burning" - 4:07 (B-kant single)
5. "The Ballroom Blitz" - 4:03 (A-kant single)
6. "Rock'n'Roll Disgrace" - 3.53 (B-kant single)

## Bezetting
- Brian Connolly - Zang, achtergrondzang, handgeklap en tamboerijn
- Steve Priest - Basgitaar, achtergrondzang en zang op tracks 3 en 7
- Mick Tucker - Drums, percussie, achtergrondzang en stemeffecten
- Andy Scott - Gitaar, moog, piano, cello, achtergrondzang en zang op track 8